# بايرون سميث (لاعب كرة قدم أمريكية)
بايرون سميث (بالإنجليزية: Byron Smith)‏ هو لاعب كرة قدم أمريكية أمريكي، ولد في 21 ديسمبر 1962 في لوس أنجلوس في الولايات المتحدة.

## وصلات خارجية
- بايرون سميث على موقع مرجع كرة القدم المحترفة.كوم (الإنجليزية)
- بايرون سميث على موقع JustSportsStats.com (الإنجليزية)